# (6577) 1978 VB6
(6577) 1978 VB6 (1978 VB6, 1984 LG, 1991 LJ) — астероїд головного поясу, відкритий 7 листопада 1978.
Тіссеранів параметр щодо Юпітера — 3.435.